# بلود بورن
دماء الاباحية (بالإنجليزية: Bloodborne)‏ هي لعبة فيديو من نوع ضرب جلق على ليدي ماريا ، تم اصدارها في مارس 24, 2015، وهي متوفرة على أجهزة بلاي ستيشن 4 وبلاي ستيشن 5. اللعبة من تطوير فروم سوفت وير . وطبعا هي اعظم لعبة سولز وافضل من المظلومة دارك سولز 2 وخل يكوم بيه جماعة المظلومة

## قصة
تدور أحداث القصة في المدينة المدمرة تدعى يارنام والذي يشاع عنها أنها تشفي المرضى لذلك يحج إليها العديد من المسافرين من أجل العلاج حتى تعالج مآسيهم، وهنا يأتي دور اللاعب الذي يأخذ دور أحد المسافرين ويسافر إلى مدينة يارنام من أجل العلاج، وهناك يكتشف البطل أن المدينة أصيبت بمرض غريب أدى لتشويه بعض المقيمين بها وتحويل البعض الأخر إلى مخلوقات متعطشة للدماء، وهنا سيكون على البطل أن يجوب شوارع مدينة يارنام ويتغلب على السكان المشوهين والوحوش المرعبة لكي يبقى حيا ويستطيع الخروج من المدينة.

## مراحل التطوير
عندما نتحدث عن مراحل التطوير سنبدأ بالفيديو الذي سرب للعبة تحت عنوان مشروع الوحش بروجكت بيسات (Project Beast) وأعتقد البعض أن اللعبة ستشابه لعبة ديمونز سولز (Demon’s Souls) , ولكن المدير هيديتاكا ميازاكي صرح فيما بعد لعبة بلودبرن هو أبعد ما يكون عن الجزء الثاني لسلسلة ديمونز سولز 2 (Demon’s Souls II) وسيتم نشر اللعبة من قبل سوني وستكون حصرية للبلاي ستيشن 4 , فيما صرح السيد ميازاكي بأنه أراد خلق لعبة فيديو حلت بالعصر الفيكتوري ولكنه شعر بأن اللعبة ستصبح ضعيفة جدا، ولكن المنتج صرح بأنه أراد لعبة قوية تكون شاشتها 1080p/30 وذلك القرار أخذه نظرا للتقنيات القوية للأجهزة الحديثة.
قدرت مبيعات اللعبة بحوالي مليوني نسخة حول العالم، وتعتبر هذه المبيعات ممتازة بالنسبة للعبة حصرية

## نبذة عن الشركة
قبل أن نتعرف على اللعبة ونتحدث عنها يجب أن نذكركم بمن هي الشركة التي قامت بتطوير اللعبة، فشركة فروم سوفت وير من الشركات العريقة جدا في مجالها والتي قدمت ألعاب كثيرة ممتعة ومشهورة وأخرها لعبة دارك سولز (Dark Souls) التي اكتسحت الأسواق بفكرها الجديد ونمطها الغريب والغامض في سرد الأحداث وكأنك داخل متاهة وتذهب كما تشاء في اى مكان، وبعد هذا النجاح فقد وجدناها تعلن عن لعبة جديدة حصرية لشركة سونى كما اعتادت على أن تقدم لها الألعاب على البلايستيشن 1 , ولكن هذه المرة اللعبة مشابهة لحد كبير من لعبة دراك سولز التي تتميز بالغموض والعوالم المفتوحة بدون مهام أو خرائط توضح أين تذهب، وبعد أن تعرفنا عن أهم أعمال الشركة والمشابهة للعبتنا فعلينا أن نتعرف ألان على اللعبة بشكل كامل لنحكم إذا كانت متشابهة بشكل كبير أم لا.

## أسلوب اللعبة
اللعبة سنجدها من نوعية ألعاب انتحال الأدوار وهو النوع الأكثر غموضا من ألعاب الاربجي التي أحيانا تمتزج بانتحال الأدوار، مع نوعية التقطيع والقطع التي تتميز بسهولة وسرعة استخدام أسلحة السيوف لقطع الأعداء وضربهم، نوعية اللعبة تريد منا الاستمتاع أكثر وأكثر أطول وقت ممكن من خلال أن تتجول في المدن وتقاتل الوحوش وتستمتع بالأمر من تغير الأسلحة وتكوين شخصية قوية جدا وتواجه وحوش متنوعة وبكثرة في مسعاك حتى تصل إلى النهاية.
اللعبة من منظور الشخص الثالث الذي يظهر الشخصية بشكل كامل مثل لعبة دارك سولز مع كاميرا حرة لمشاهدة البيئة المحيطة بك بشكل رائع، في بداية اللعبة سيكون عليك تكوين الشخصية الخاصة بك وخلفيتها وهنا اختيار الخلفية لا يؤثر على اى شيء من أحداث قصة اللعبة، فالخلفية هنا المقصود بها خلفية الشخصية إذا كانت عسكرية أو شخص محترف أو شاب طائش أو مجرم، فبعد اختيار الخلفية ستختار جنس الشخصية ذكر أم أنثى ثم الشكل وكل هذه الأشياء في النهاية عادية جدا فالأهم الآن هي طريقة لعبك في هذا العالم.
اللعبة تستعرض لنا فكرة العالم المفتوح ولكن ببيئات محددة بجوانب مثل منطقة ياهارنام في بدايتها ستجد أن الطرق فيها متواصلة وتؤدى إلى مكان واحد ومع ذلك ستجد نفسك تتجول بحرية في المكان دون اى عوائق، ولكن دائما أن المكان له جوانب محددة ومعلومة لا تستطيع أن تخرج منها، اللعبة ليست رعب بمعنى الكلمة ولكن هناك مشاهد للوحوش وكثرة الدماء فلذلك ينصح بها للبالغين، اللعبة ستعتمد بشكل كبير على المواجهات اللانهائية من الأعداء المتنوعة وهذا يتطلب منك الأسلحة والطاقة، فستجد اللعبة تعتمد على خطين في أعلى الشاشة الخط الأحمر للصحة ويمكنك أن تقوم بزيادته من خلال ترقية الشخصية وعندما تبحث في الجثث ستجد زجاجات صحة حمراء تعيد صحتك بنسب، أما الخط الأخضر فهو خط الطاقة لضرباتك وسرعتك في المراوغة، فسوف يتطلب منك ضرب الأعداء والابتعاد عنهم حتى تكتمل طاقتك ثم تعاود الضرب مرة اخري فاللعبة لن تتركك تضرب بشكل مستمر.
اللعبة سيكون بها نقاط تعليمية وملاحظات من خلال الجماجم التي تظهر من تحت الأرض مع وجود جثث تستطيع أن تفحصها لتحصل منها على ذخيرة وصحة لتستعين بها في المعارك، كما علينا أن نعلم أن اللعبة تعتمد على نظام السلاح المشترك حتى تسير بسلاحين فستجد سلاح حاد في اليد اليمنى وسلاح نارى في اليد اليسر، كما يمكنك أن تستعرض السلاح الصغير ليصبح سلاح أكبر تقاتل به بشكل أقوى، فاللعبة سيكون بها تنوع رائع جدا في الأسلحة الكثيرة والتي تأخذ أشكال جميلة جدا وكما نعلم ان كل سلاح له نقاط قوة وكلما ذادت نقاط القوة كلما كان السلاح أقوى وأسرع في القتال، كما سنجد بعض الأسلحة النارية الكلاسيكية الرائعة مع وجود قنابل ملوتوف، كما يمكن ترقية الأسلحة والبيع والشراء للأدوات التي تقوم بتجمعها.
الجيم بلاى في اللعبة سيكون سهل في التحكم حتى تستطيع أن تلعب بسهولة في لعبة مليئة بالعداء الشرسة، فاللعبة سيكون بها نظام المراوغة التقليدية مثل الدحرجة من جانب الأعداء أو القفز للجوانب بسرعة حتى لا تصاب من ضربات الأعداء، ولكن احذر فالمراوغة مرتبطة بخط الطاقة لذلك سيكون عليك الضرب والمراوغة بحذر فلا تتفاعل بالضرب السريع لأنك ستكون صيد سهل للأعداء بعد ذلك، بعد قتل الأعداء سوف تحصل منهم على نقاط بعد قتلهم حتى تتمكن من عملية المتاجرة للبيع والشراء، وعلينا أن نعلم أن اللعبة ستضم مجموعة كبيرة جدا من الوحوش المتنوعة ومن الزعماء العملاقة والتي تعتمد على أشكال مرعبة ومقززة جدا.

## الرسومات وجرافيك اللعبة
اللعبة تم إخراجها من قبل المحترف هيديتاكا ميازاكي الذي قام بإخراج لعبة دارك سولز والتي تنتمي لنفس النوعية لذلك سيكون الأمر سهل جدا عليه، ولكن المخرج أراد أن تكون اللعبة في العصر القديمة التي يمكن بناء حضارة عليها وتجسيد للبيئات بشكل كلاسيكى ورائع جدا ومن المتوقع أن تستخدم الشركة نفس المحرك المعتاد وهو هافوك (Havok) الذي اعتادت عليه في صنع معظم الألعاب، ويتمتع هذا المحرك بقوته في التجسيد كما شاهدنا لعبة دارك سولز التي ظهرت بقوة، وها نحن نشهد لعبة تسير على نفس النظام نري فيها تجسيد جيد جدا للبيئات والمدينة القديمة التي تظهر بشكل كلاسيكى رائع جدا مع تجسيد الوحوش المرعبة بشكل مناسب جدا للأشكال المفزعة والمرعبة.

## وصلة خارجية
- بلود بورن على موقع IMDb (الإنجليزية)

- الموقع الرسمي